# 닷 더 아이
《닷 더 아이》(영어: Dot the i, 스페인어: El punto sobre la I})는 2003년 공개된 스릴러 영화이다.

## 줄거리
결혼을 앞둔 젊은 스페인 여성 카르멘은 런던의 프랑스 식당에서 총각 파티를 연다. 그녀는 결혼 전에 원하는 낯선 사람에게 키스할 수 있는 오래된 관습에 참여하도록 초대받는데, 이는 상징적으로 "독신 생활에 작별 키스를 하고" 미래의 행운을 가져다준다. 그녀가 선택한 남자는 키트이고 둘 다 의도했던 것보다 훨씬 더 키스를 즐긴다. 그들은 사랑에 빠지고, 이는 카르멘, 그녀의 약혼자 바나비, 그리고 키트 사이에 "삼각관계"를 형성한다.
처음에는 전형적인 도시의 사랑 이야기처럼 보이지만, 놀랍고 어두운 반전이 시작된다. 3막에서는 이 모든 상황이 "감정적인 스너프 필름"을 만들기 위해 조작되었음이 밝혀진다. 카르멘은 자신도 모르게 이 계획의 여주인공으로 캐스팅되었다. 바나비는 키트를 고용하여 속임수에 가담시켰지만, 자신, 즉 감독이 카르멘의 약혼자 역할을 할 것이라는 사실을 언급하지 않아 키트를 오도했다(키트는 커플이 영화에 대해 아무것도 모른다고 믿었다). 바나비는 분명히 부도덕한 인물로, 영화를 위해 실제로 카르멘과 결혼하고 나중에 폭력적인 자살을 위장한다(그의 동기는 카르멘이 키트를 사랑하는 것처럼 자신을 결코 사랑하지 않을 것이라는 것이다). 충격에 빠진 카르멘은 키트에게 돌아오고, 키트 역시 경악하고 죄책감을 느끼며, 남편을 만난 적이 없어 여전히 "포드"라고만 알고 있는 남자의 진짜 정체를 알지 못한다. 그는 카르멘에게 한 남자에게 돈을 받고 영화를 위해 그녀를 유혹했다고, 그리고 엄청나게 후회한다고 고백한다.
키트가 자신의 고용주임을 알아보는 바나비가 갑자기 나타나 키트에게 마지막 급여를 주고, 그가 이전에 배우의 하숙방에 몰래 숨겨두었던 카메라 장비를 회수한다. 경멸스러운 만족감으로 그는 충격받고 망연자실한 두 사람에게 자신의 모든 계획을 풀어놓고 떠나기 전에 그들을 비웃는다.
몇 달 후, 영화가 개봉을 앞두고 바나비는 카르멘을 다시 얻은 것처럼 보인다. 그가 영화 제작자 상을 받게 될 시상식에서 그는 키트가 궁극적인 복수를 할 것처럼 보이는 홍보 스턴트를 연출한다. 그러나 카르멘은 이 기회를 이용하여 조작적인 남편을 실제로 죽이고 그의 사업 파트너들에게 살인 누명을 씌운다. 비극은 센세이션을 일으키고, 아무것도 모르는 제작자들은 재판을 기다리는 동안 영화는 성대하게 개봉하고 카르멘과 키트는 함께 멋지게 등장한다.

## 출연

### 주연
- 가엘 가르시아 베르날
- 나탈리아 베르베케

### 조연
- 제임스 다시
- 톰 하디
- 찰리 콕스

## 기타
- 라인프로듀서: 메이리 벳
- 협력프로듀서: 길 홀랜드
- 미술: 톰 버튼
- 의상: 루이즈 스텐스워드
- 배역: 케이트 로즈 제임스